# اداکائپ
اداکائپ (به انگلیسی: Adacao) یک منطقه مسکونی در ایالات متحده آمریکا است که در شمالشرقی جزیره گوآم واقع شده‌است.